# Jim Benning
Pour les articles homonymes, voir James Benning (homonymie) et Benning.
James Elmer Benning, dit Jim Benning, (né le 29 avril 1963 à Edmonton, Alberta au Canada) était un joueur professionnel canadien de hockey sur glace. Il est le directeur général des Canucks de Vancouver, de 2014 à 2021.

## Carrière de joueur
Il a été repêché en 1re ronde, 6e au total par les Maple Leafs de Toronto au repêchage d'entrée de 1981.

## Statistiques
Pour les significations des abréviations, voir Statistiques du hockey sur glace.
| Saison     | Équipe                       | Ligue      |     | Saison régulière | Saison régulière | Saison régulière | Saison régulière | Saison régulière |   | Séries éliminatoires | Séries éliminatoires | Séries éliminatoires | Séries éliminatoires | Séries éliminatoires |
| Saison     | Équipe                       | Ligue      | PJ  | B                | A                | Pts              | Pun              | PJ               | B | A                    | Pts                  | Pun                  |                      |                      |
| 1978-1979  | Traders de Fort Saskatchewan | AJHL       | 45  | 14               | 57               | 71               | 10               | -                | - | -                    | -                    | -                    |                      |                      |
| 1978-1979  | Winterhawks de Portland      | LHOu       | -   | -                | -                | -                | -                | 3                | 0 | 0                    | 0                    | 0                    |                      |                      |
| 1979-1980  | Winterhawks de Portland      | LHOu       | 71  | 11               | 60               | 71               | 42               | 8                | 3 | 9                    | 12                   | 8                    |                      |                      |
| 1980-1981  | Winterhawks de Portland      | LHOu       | 72  | 28               | 111              | 139              | 61               | 9                | 1 | 5                    | 6                    | 16                   |                      |                      |
| 1981-1982  | Maple Leafs de Toronto       | LNH        | 74  | 7                | 24               | 31               | 46               | -                | - | -                    | -                    | -                    |                      |                      |
| 1982-1983  | Maple Leafs de Toronto       | LNH        | 74  | 5                | 17               | 22               | 47               | 4                | 1 | 1                    | 2                    | 2                    |                      |                      |
| 1983-1984  | Maple Leafs de Toronto       | LNH        | 79  | 12               | 39               | 51               | 66               | -                | - | -                    | -                    | -                    |                      |                      |
| 1984-1985  | Maple Leafs de Toronto       | LNH        | 80  | 9                | 35               | 44               | 55               | -                | - | -                    | -                    | -                    |                      |                      |
| 1985-1986  | Maple Leafs de Toronto       | LNH        | 52  | 4                | 21               | 25               | 71               | -                | - | -                    | -                    | -                    |                      |                      |
| 1986-1987  | Saints de Newmarket          | LAH        | 10  | 1                | 5                | 6                | 0                | -                | - | -                    | -                    | -                    |                      |                      |
| 1986-1987  | Maple Leafs de Toronto       | LNH        | 5   | 0                | 0                | 0                | 4                | -                | - | -                    | -                    | -                    |                      |                      |
| 1986-1987  | Canucks de Vancouver         | LNH        | 59  | 2                | 11               | 13               | 40               | -                | - | -                    | -                    | -                    |                      |                      |
| 1987-1988  | Canucks de Vancouver         | LNH        | 77  | 7                | 26               | 33               | 58               | -                | - | -                    | -                    | -                    |                      |                      |
| 1988-1989  | Canucks de Vancouver         | LNH        | 65  | 3                | 9                | 12               | 48               | 3                | 0 | 0                    | 0                    | 0                    |                      |                      |
| 1989-1990  | Canucks de Vancouver         | LNH        | 45  | 3                | 9                | 12               | 26               | -                | - | -                    | -                    | -                    |                      |                      |
| 1990-1991  | Admirals de Milwaukee        | LIH        | 66  | 1                | 31               | 32               | 75               | 6                | 0 | 0                    | 0                    | 0                    |                      |                      |
| 1991-1992  | AS Mastini Varese Hockey     | Alpenliga  | 18  | 3                | 13               | 16               | 30               | -                | - | -                    | -                    | -                    |                      |                      |
| 1991-1992  | AS Mastini Varese Hockey     | Série A    | 18  | 0                | 12               | 12               | 14               | 7                | 0 | 2                    | 2                    | 50                   |                      |                      |
| Totaux LNH | Totaux LNH                   | Totaux LNH | 610 | 52               | 191              | 243              | 461              | 7                | 1 | 1                    | 2                    | 2                    |                      |                      |

## Trophées et honneurs personnels
- 1981 : nommé dans la 1re équipe d'étoiles de la Ligue de hockey de l'Ouest

## Parenté dans le sport
- Frère du joueur Brian Benning.